# Alfredo Accorsi
Alfredo Accorsi (* 2. Februar 1881 in Ferrara; † 5. Oktober 1951 ebenda) war ein italienischer Turner.

## Karriere
Alfredo Accorsi nahm an den Olympischen Spielen 1908 in London teil. Er belegte mit dem italienischen Team im Mannschaftsmehrkampf den sechsten Platz.